# Хайнрих IV (Холщайн)
Вижте пояснителната страница за други личности с името Хайнрих IV.
Хайнрих IV фон Холщайн (на немски: Heinrich IV von Holstein; * 1397; † 28 май 1427 при Фленсбург) от рода на графовете на Шауенбург и Холщайн, е от 1404 до 1427 г. граф на Холщайн и претендент за херцог на Шлезвиг.

## Живот
Той е най-възрастният син на граф Герхард VI фон Холщайн-Рендсбургг (1367 – 1404) и съпругата му Катерина Елизабет фон Брауншвайг-Люнебург (1385 – сл. 1423), най-възрастната дъщеря на херцог Магнус II от Брауншвайг-Люнебург († 1373). Брат е на Адолф VIII, Герхард VII, Ингеборг, абатеса на Вастена, и на Хайлвиг, омъжена през 1423 г. за граф Дитрих фон Олденбург, майка на Кристиан I, крал на Дания.
През 1404 г. баща му умира. Тогава Хайнрих IV е на седем години и регентството до 1413 г. поема майка му херцогиня Елизабет. Управлението поема чичо му Хайнрих III фон Шауенбург-Холщайн.
Хайнрих IV води от 1408 г. война за Херцогство Шлезвиг с кралската фамилия на Дания, която има претенции за наследството, под Маргарета I Датска и Ерих VII. Заедно с братята си той се бие във войната против Дания (1426 – 1435) на страната на Ханза. През 1427 г. Хайнрих IV е убит при обсадата на Фленсбург и е наследен от братята му. Гробът му се намира в църквата „Св. Лаурентий“ в Итцехое.